# Martin Worthington
Pour l’article homonyme, voir Worthington.
Pas d'image ? Cliquez ici

a Compétitions nationales et continentales officielles uniquement.

Dernière mise à jour le 28 septembre 2018.
Martin Worthington, né le 25 janvier 1981 à Torquay (Angleterre), est un joueur de rugby à XV écossais qui évolue au poste de centre (1,82 m pour 92 kg).
Il a la particularité d'avoir été professionnel au football dans le club de Torquay United Football Club au début des années 2000.

## Palmarès
- vainqueur du championnat de Federale 1 2006